# Lista de regiões geoadministrativas da Paraíba
A Paraíba possui 15 regiões geoadministrativas:
- Cajazeiras
- Campina Grande
- Catolé do Rocha
- Cuité
- Guarabira
- Itabaiana
- Itaporanga
- João Pessoa
- Mamanguape
- Monteiro
- Patos
- Pombal
- Princesa Isabel
- Solânea
- Sousa